# أتريس
قرية أتريس هي إحدى القرى التابعة لمركز منشأة القناطر في محافظة الجيزة في جمهورية مصر العربية. حسب إحصاءات سنة 2006، بلغ إجمالي السكان في أتريس 10586 نسمة، منهم 5365 رجلا و5221 امرأة.

## تاريخ القرية
تعد أتريس من القرى القديمة، ذكرها أميلينو في كتابه «جغرافية مصر في العهد القبطي» باسم «Atris»، وأن بها أحد الأديرة. ووردت أيضًا في «قوانين ابن مماتي» و«تحفة الإرشاد» بأنها من أعمال حوف رمسيس، وكذلك ورد في كتاب «تاج العروس». وجاء في كتاب «التحفة السنية بأسماء البلدان المصرية» لابن الجيعان، وكتاب «الانتصار لواسطة عقد الأمصار» لابن دقماق أنها من أعمال البحيرة ومساحتها 736 فدان.